# Angelo Bonelli
Angelo Bonelli (Roma, 30 de julho de 1962) é um político italiano. Atua como porta-voz da Europa Verde.

## Biografia
No ano de 1990, tornou-se vereador do XIII distrito da cidade de Roma e, de 1993 a 1994, foi presidente desse distrito. Também atuou como conselheiro regional e assessor regional para o ambiente em Lácio. Nas eleições legislativas italianas de 2006, foi eleito para a Câmara dos Deputados, enquanto nas eleições gerais italianas de 2008 foi nomeado pela A Esquerda - O Arco-Íris [en], mas a lista não ultrapassou o limiar e não foi reeleito.
Em 10 de outubro de 2009, no XXX Congresso Nacional dos Verdes, foi nomeado presidente do partido, Federação dos Verdes, derrotando a política Loredana De Petris [en], que defendia a fusão dos Verdes com a Esquerda, Ecologia e Liberdade (SEL).
Nas eleições regionais de 2010 no Lácio [en], foi novamente eleito para o Conselho Regional, enquanto nas eleições locais de 2012 [en] foi candidato a presidente da Câmara Municipal de Taranto, declarada em 1991 pelo Ministério do Ambiente italiano [en] como "área de alto risco ambiental",  obtendo mais de 12 mil votos e 12% dos eleitorado total.

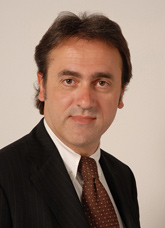
Angelo Bonelli em 2006.

Durante o XXXII Congresso Nacional dos Verdes, realizado em 23 e 24 de novembro de 2013, foi nomeado co-porta-voz dos Verdes juntamente com Luana Zanella [en], porém, em 2015 deixou a liderança do partido.
Em janeiro de 2016, Bonelli renunciou também ao cargo de vereador municipal de Taranto, após críticas sobre as suas ausências, por motivos pessoais. Nas eleições gerais de 2018, Bonelli concorreu ao Senado pelo coligação "Pesaro-Fano-Senigallia", apoiado pela coligação de centro-esquerda, mas foi derrotado pela candidata do Movimento 5 Estrelas (M5S), Donatella Agostinelli [en].
Visando a disputa das eleições legislativas na Itália em 2022, tornou-se líder da Aliança Verde-Esquerda, no mês de agosto de 2022.
No dia 29 de julho de 2025, Bonelli afirmou ser responsável por fornecer o endereço onde a deputada federal brasileira Carla Zambelli (PL) — procurada pela Interpol e foragida desde junho daquele ano — foi localizada e detida no mesmo dia. Segundo Bonelli, ele recebeu informações de que a congressista havia sido vista no bairro de classe média alta de Aurelio, em Roma, e decidiu entrar em contato com a polícia; ele disse que se sentiu incomodado com a afirmação anterior de Zambelli de que ela era “intocável” por ter cidadania italiana. Após a prisão de Zambeli, muitos brasileiros agradeceram a Bonelli em suas redes sociais.